# قائمة حلقات الخادم الأسود

غلاف أول إصدار تجميعي على أقراص DVD من إنتاج أنيبلكس؛ ويظهر في الصورة كل من سيباستيان ميكايليس (يسارًا) وسيل فانتومهايڤ (يمينًا).

الخادم الأسود هو مسلسل أنمي تلفزيوني مقتبس من سلسلة المانغا التي تحمل نفس الاسم من تأليف يانا توبوسو. أخرج الأنمي توشيا شينهارا وأنتجته أيه-1 بكتشرز، ويتتبع قصة سيباستيان ميكايليس، خادم شيطاني يرتبط بعقد لخدمة سيل فانتومهايف، الشاب الذي يترأس عائلة فانتومهايف النبيلة.
أُعلن رسميًا عن إنتاج الأنمي في 11 يوليو 2008 من خلال مجلة "أنيميديا" التابعة لشركة غاكين، وبدأ الموقع الرسمي ببث عرض ترويجي له في 26 يوليو من نفس العام. عُرضت أولى حلقاته في 3 أكتوبر 2008 على قناتي MBS وتشوبو نيبّون للبث. أصدرت أنيبلكس مجموعتين من أقراص DVD؛ الأولى في 21 يناير 2009، والثانية في 25 فبراير 2009.
ابتداءً من الحلقة السادسة، يبدأ الأنمي بالانحراف عن أحداث المانغا الأصلية. واستمر هذا المسار في الموسم الثاني الذي عُرض بين 2 يوليو و17 سبتمبر 2010.
أما الموسم الثالث، كتاب السيرك (黒執事・サーカスの書)، فقد بدأ عرضه في 10 يوليو 2014 وانتهى في 12 سبتمبر 2014، ويُعد بمثابة إعادة انطلاقة ناعمة للسلسلة، حيث اقتبس قصة "سيرك نوح" من المانغا متجاهلًا الأحداث الأصلية للموسمين السابقين. تبعته حلقتان من أوفا بعنوان الخادم الأسود: كتاب الجريمة، اقتبستا قصة "جرائم قصر فانتومهايف".
في أنمي إكسبو 2023، أعلنت كرانشي رول عن إنتاج موسم رابع بعنوان الخادم الأسود: فصل المدرسة الداخلية مقتبسًا من القوس ذاته في المانغا. تولى الإخراج كينجيرو أوكادا وأنتجته CloverWorks، وتكلف هيرويوكي يوشينو بكتابة النصوص، بينما صممت الشخصيات يومي شيميزو، وألف الموسيقى ريو كاواساكي.
عُرض الموسم من 13 أبريل حتى 22 يونيو 2024، وتكون من 11 حلقة على تلفزيون طوكيو متروبوليتن وقنوات أخرى.
كما تم الإعلان في أنمي إكسبو 2024 عن موسم خامس بعنوان الخادم الأسود: فصل الساحرة الزمردية (黒執事 -緑の魔女編- Kuroshitsuji Midori no Majo-hen). تولى إخراجه مجددًا كينجيرو أوكادا، وأنتجته CloverWorks برخصة من كرنش رول. بدأ عرضه في 5 أبريل 2025 على Tokyo MX.
تضم موسيقى السلسلة عدة شارات. في الموسم الأول، شارة البداية هي "قبلة أحادية اللون" من أداء فرقة Sid، أما شارة النهاية الأولى فهي "I'm Alive!" للمغنية الأمريكية بيكا. بدءًا من الحلقة 14، تغيرت شارة النهاية إلى "Lacrimosa" من أداء فرقة كالافينا. أُصدرت ثلاث أسطوانات منفردة لأغاني الشارات، أولها لفرقة سيد في 29 أكتوبر 2008، وثانيها لبيكا في 22 أكتوبر 2008، والثالثة لكالافينا في 4 مارس 2009.
في الموسم الثاني، كانت شارة البداية هي "Shiver" من أداء فرقة The Gazette، وشارة النهاية "Bird" للمغني يويا ماتسوشيتا، كما استخدمت أغنية "Kagayaku Sora no Shijima ni wa" من كالافينا كشارة نهاية للحلقة الثامنة.
في موسم كتاب السيرك، استخدمت شارة البداية "Enamel" من أداء فرقة SID، وشارة النهاية "Aoki Tsuki Michite" للمغنية Akira.
في موسم فصل المدرسة الداخلية، كانت شارة البداية "موكب المبتدئين - The Parade of Battlers" من أداء Otoha، وشارة النهاية "Shokuzai" من أداء فرقة SID.
أما في موسم فصل الساحرة الزمردية، فكانت شارة البداية "MAISIE" من أداء Cö shu Nie بالتعاون مع HYDE، وشارة النهاية "Waltz" من أداء Ryūgūjō.

## نظرة عامة
| الموسم | الحلقات | الحلقات | الأصلي         | الأصلي         | الأصلي                   |
| الموسم | الحلقات | الحلقات | الأول          | الأخير         | الشبكة                   |
| ------ | ------- | ------- | -------------- | -------------- | ------------------------ |
| 1      | 24      | 24      | 3 أكتوبر 2008  | 27 مارس 2009   | JNN (MBS)                |
| 2      | 12      | 12      | 2 يوليو 2010   | 17 سبتمبر 2010 | JNN (MBS)                |
| 3      | 10      | 10      | 11 يوليو 2014  | 12 سبتمبر 2014 | JNN (MBS)                |
| أوفا   | 2       | 2       | 25 أكتوبر 2014 | 15 نوفمبر 2014 | —                        |
| فيلم   | فيلم    | فيلم    | 21 يناير 2017  | 21 يناير 2017  | —                        |
| 4      | 11      | 11      | 13 أبريل 2024  | 22 يونيو 2024  | تلفزيون طوكيو متروبوليتن |
| 5      | 13      | 13      | 5 أبريل 2025   | سيُعلن          | تلفزيون طوكيو متروبوليتن |

## الحلقات

### الموسم 1 (2008–09)
الحلقات المقتبسة من المانغا، 1~6، 13~15 والباقي كله إضافة (فيلر).
| ر. الإجمالي | ر. في الموسم | العنوان                    | تاريخ العرض الأصلي |
| ----------- | ------------ | -------------------------- | ------------------ |
| 1           | 1            | «المهمة المُنجزة»           | 3 أكتوبر 2008      |
| 2           | 2            | «هذا الخادم، لا يُعلى عليه» | 10 أكتوبر 2008     |
| 3           | 3            | «صورة قاتلة»               | 17 أكتوبر 2008     |
| 4           | 4            | «خادم نبيل»                | 24 أكتوبر 2008     |
| 5           | 5            | «ذلك الخادم، يقاتل»        | 31 أكتوبر 2008     |
| 6           | 6            | «ذلك الخادم، يلاحق»        | 7 نوفمبر 2008      |
| 7           | 7            | «ذلك الخادم، يتفوق»        | 14 نوفمبر 2008     |
| 8           | 8            | «ذلك الخادم، يراقص»        | 21 نوفمبر 2008     |
| 9           | 9            | «ذلك الخادم، يتجاوز»       | 28 نوفمبر 2008     |
| 10          | 10           | «ذلك الخادم، يحقّق»         | 5 ديسمبر 2008      |
| 11          | 11           | «ذلك الخادم، يذرف الدمع»   | 12 ديسمبر 2008     |
| 12          | 12           | «ذلك الخادم، يسرق»         | 19 ديسمبر 2008     |
| 13          | 13           | «ذلك الخادم، يُعلن»         | 26 ديسمبر 2008     |
| 14          | 14           | «ذلك الخادم، يصطاد»        | 9 يناير 2009       |
| 15          | 15           | «ذلك الخادم، يتذكّر»        | 16 يناير 2009      |
| 16          | 16           | «ذلك الخادم، ينقذ»         | 23 يناير 2009      |
| 17          | 17           | «ذلك الخادم، يختار»        | 30 يناير 2009      |
| 18          | 18           | «ذلك الخادم، ينقلب»        | 6 فبراير 2009      |
| 19          | 19           | «ذلك الخادم، يغني»         | 13 فبراير 2009     |
| 20          | 20           | «ذلك الخادم، ينتفض»        | 20 فبراير 2009     |
| 21          | 21           | «ذلك الخادم، ينشر الرعب»   | 27 فبراير 2009     |
| 22          | 22           | «ذلك الخادم، يُفزع»         | 6 مارس 2009        |
| 23          | 23           | «ذلك الخادم، يفترس»        | 13 مارس 2009       |
| 24          | 24           | «ذلك الخادم، يُخضع»         | 20 مارس 2009       |

### الموسم 2 (2010)
كله إضافة (فيلر) ولا شيء مُقتبس.
| ر. الإجمالي | ر. في الموسم | العنوان                      | تاريخ العرض الأصلي |
| ----------- | ------------ | ---------------------------- | ------------------ |
| 25          | 1            | «ذلك الخادم، يُنقّب»           | 2 يوليو 2010       |
| 26          | 2            | «ذلك الخادم، يُجيب»           | 9 يوليو 2010       |
| 27          | 3            | «ذلك الخادم، يُثبت نفسه»      | 16 يوليو 2010      |
| 28          | 4            | «ذلك الخادم، يرقص في الظل»   | 23 يوليو 2010      |
| 29          | 5            | «ذلك الخادم، يقف في الميدان» | 30 يوليو 2010      |
| 30          | 6            | «ذلك الخادم، يُضلل»           | 6 أغسطس 2010       |
| 31          | 7            | «ذلك الخادم، يُطلق النار»     | 13 أغسطس 2010      |
| 32          | 8            | «ذلك الخادم، يتراجع»         | 20 أغسطس 2010      |
| 33          | 9            | «ذلك الخادم، يتحدى»          | 27 أغسطس 2010      |
| 34          | 10           | «ذلك الخادم، يندفع»          | 3 سبتمبر 2010      |
| 35          | 11           | «ذلك الخادم، يتوارى»         | 10 سبتمبر 2010     |
| 36          | 12           | «ذلك الخادم، يرحل»           | 17 سبتمبر 2010     |

### الموسم 3: كتاب السيرك (2014)
هذا الموسم فما فوق كله مقتبس من المانغا.
| ر. الإجمالي | ر. في الموسم | العنوان              | تاريخ العرض الأصلي |
| ----------- | ------------ | -------------------- | ------------------ |
| 37          | 1            | «ذلك الخادم، يظهر»   | 11 يوليو 2014      |
| 38          | 2            | «ذلك الخادم، يرقص»   | 18 يوليو 2014      |
| 39          | 3            | «ذلك الخادم، يعزف»   | 25 يوليو 2014      |
| 40          | 4            | «ذلك الخادم، يصغي»   | 1 أغسطس 2014       |
| 41          | 5            | «ذلك الخادم، يختبئ»  | 8 أغسطس 2014       |
| 42          | 6            | «ذلك الخادم، يُسقط»   | 15 أغسطس 2014      |
| 43          | 7            | «ذلك الخادم، يكتشف»  | 22 أغسطس 2014      |
| 44          | 8            | «ذلك الخادم، يتقاتل» | 29 أغسطس 2014      |
| 45          | 9            | «ذلك الخادم، يضحك»   | 5 سبتمبر 2014      |
| 46          | 10           | «ذلك الخادم، ينتهي»  | 12 سبتمبر 2014     |

### أوفا: كتاب القتل (2014)
| ر. الإجمالي | ر. في الموسم | العنوان                                | تاريخ العرض الأصلي |
| ----------- | ------------ | -------------------------------------- | ------------------ |
| 46.25       | OVA 1        | «الخادم الأسود: كتاب القتل - الحلقة 1» | 24 ديسمبر 2014     |
| 46.75       | OVA 2        | «الخادم الأسود: كتاب القتل - الحلقة 2» | 21 يناير 2015      |

### الفيلم: كتاب الأطلنتك (2017)
| ر. الإجمالي | ر. في الموسم | العنوان                         | تاريخ العرض الأصلي |
| ----------- | ------------ | ------------------------------- | ------------------ |
| -           | -            | «الخادم الأسود: كتاب الأطلنتيك» | 21 يناير 2017      |

### الموسم 4: فصل المدرسة العامة (2024)
| ر. الإجمالي | ر. في الموسم | العنوان               | تاريخ العرض الأصلي |
| ----------- | ------------ | --------------------- | ------------------ |
| 47          | 1            | «خادمه، في المدرسة»   | 13 أبريل 2024      |
| 48          | 2            | «خادمه، متخفيًا»       | 20 أبريل 2024      |
| 49          | 3            | «خادمه، يخطط»         | 27 أبريل 2024      |
| 50          | 4            | «خادمه، يتواطأ»       | 4 مايو 2024        |
| 51          | 5            | «خادمه، يراقب»        | 11 مايو 2024       |
| 52          | 6            | «خادمه، يحقق»         | 18 مايو 2024       |
| 53          | 7            | «خادمه، يواجه»        | 25 مايو 2024       |
| 54          | 8            | «خادمه، يكشف»         | 1 يونيو 2024       |
| 55          | 9            | «خادمه، يقرر»         | 8 يونيو 2024       |
| 56          | 10           | «خادمه، يواجه المصير» | 15 يونيو 2024      |
| 57          | 11           | «خادمه، النهاية»      | 22 يونيو 2024      |

### الموسم 5: فصل الساحرة الزمردية (2025)
| ر. الإجمالي | ر. في الموسم | العنوان                      | تاريخ العرض الأصلي |
| ----------- | ------------ | ---------------------------- | ------------------ |
| 58          | 1            | «خادمه، يجري أبحاثًا ميدانية» | 5 أبريل 2025       |
| 59          | 2            | «خادمه، يدق ناقوس الخطر»     | 12 أبريل 2025      |
| 60          | 3            | «خادمه، في إعارة»            | 19 أبريل 2025      |
| 61          | 4            | «خادمه، يقوم بالخدمة»        | 26 أبريل 2025      |
| 62          | 5            | «خادمه، يهبط»                | 3 مايو 2025        |
| 63          | 6            | «خادمه، اليائس»              | 10 مايو 2025       |
| 64          | 7            | «خادمه، المشجَّع له»           | 17 مايو 2025       |
| 65          | 8            | «خادمه، يغضب»                | 24 مايو 2025       |
| 66          | 9            | «خادمه، يعبر الحدود»         | 31 مايو 2025       |
| 67          | 10           | «خادمه، ينهي المهمة»         | 7 يونيو 2025       |
| 68          | 11           | «خادمه، مجهول للغاية»        | 14 يونيو 2025      |
| 69          | 12           | «خادمه، ينادي»               | 21 يونيو 2025      |
| 70          | 13           | «خادمه، مغمور»               | 28 يونيو 2025      |

## حلقات الأوڤا (2009–2011)
| ر. الإجمالي | العنوان                               | المخرج            | الكاتب          | الستوريبورد     | تاريخ العرض الأصلي |
| ----------- | ------------------------------------- | ----------------- | --------------- | --------------- | ------------------ |
| 1           | «خادمهُ، على المسرح»                   | تيتسوأو إيتشيمورا | ماري أوكادا     | توشيا شينوهارا  | 30 سبتمبر 2009     |
| 2           | «سييل في بلاد العجائب - الجزء الأول»  | هيروفومي أوجورا   | ريكو موراكامي   | هيروفومي أوجورا | 27 أكتوبر 2010     |
| 3           | «مرحبًا بك في منزل فانتومهايف»         | توميهيكو أوكوبو   | تاتسوتو هيغوتشي | توميهيكو أوكوبو | 24 نوفمبر 2010     |
| 4           | «كواليس صنع كوروشيتسوجي II»           | شينوبو ساساكي     | توشيزو نيموتو   | شينوبو ساساكي   | 26 يناير 2011      |
| 5           | «سييل في بلاد العجائب - الجزء الثاني» | هيروفومي أوجورا   | ريكو موراكامي   | هيروفومي أوجورا | 23 فبراير 2011     |
| 6           | «حكاية ويليام الإله الموت»            | تاكايوكي تاناكا   | توشيزو نيموتو   | تاكايوكي تاناكا | 27 أبريل 2011      |
| 7           | «نية العنكبوت»                        | شينوبو ساساكي     | ماري أوكادا     | شينوبو ساساكي   | 25 مايو 2011       |